# Naturhistorie
Naturhistorie er en fællesbetegnelse for fag, der beskæftiger sig med de stoffer, som jordkloden er sammensat af, og med de levende organismer, der findes på kloden. Traditionelt drejer det sig om geologi, botanik og zoologi, men geografi regnes til tider også blandt de naturhistoriske fag. Termen stammer fra det latinske historia naturalis, dvs. kundskab om naturen.
Ordet betegnede tidligere et skolefag og et universitetsstudium, men er stort set gået af brug. I den engelsktalende del af verden bruges det tilsvarende udtryk ("natural history") i vidt omfang om en fortællende tilgang til naturforhold i modsætning til en eksperimenterende og laboratoriebaseret, videnskabelig beskrivelse.